# Foreign Affair (piosenka Mike’a Oldfielda)
Foreign Affair – piosenka z 1983 roku napisana przez Mike’a Oldfielda i Maggie Reilly, którzy byli też oryginalnymi wykonawcami. Po raz pierwszy pojawiła się na albumie Crises (1983).
Później utwór wydany został także na albumach kompilacyjnych: The Platinum Collection, Collection, Elements Box i Elements – The Best of Mike Oldfield.